# Rudolf Slánský
Rudolf Slánský, češki komunistični politik, * 31. julij 1901, Nezvěstice, † 3. december, 1952, Praga, Češkoslovaška.
Po drugi svetovni vojni je bil generalni sekretar stranke in je bil eden vodilnih ustvarjalcev in organizatorjev komunistične vladavine na Češkoslovaškem. Po sporu med Jugoslavijo pod Titom in Sovjetsko zvezo pod Stalinom, je slednji sprožil val "čistk" v vodstvih komunističnih partij, da ne bi prišlo do dodatnih razkolov med Sovjetsko zvezo in njenimi srednjeevropskimi "sateliti". Na Češkoslovaškem je bil Slánský eden od 14 voditeljev, ki so jih aretirali leta 1951 in novembra 1952 na zrežiranem sodnem procesu množično obtožili visoke izdaje. Po osmih dneh je bilo 11 od 14 spoznanih za krive in obsojenih na smrt. Slánský je bil usmrčen pet dni kasneje.

## Zgodnje življenje
Slánský, rojen v mestu Nezvěstice, zdaj v okrožju mesta Plzen, je bil judovskega porekla. Srednjo šolo je obiskoval v Plzenu na Trgovinski akademiji.
Po koncu prve svetovne vojne je odšel v prestolnico Prago, kjer je v krogih, kot je marksistični klub, odkril levičarsko intelektualno sceno. Ko se je leta 1921 odcepila od Socialdemokratske stranke, se je Slánský pridružil Komunistični partiji Češkoslovaške. Znotraj stranke se je hitro dvignil in postal pomembna desna roka njenega vodje Klementa Gottwalda. Na petem kongresu stranke leta 1929 je bil Slánský imenovan za člana predsedstva stranke in Politbiroja, Gottwald pa je postal generalni sekretar.
Od leta 1929 do 1935 se je Slánský skrival zaradi nezakonitega statusa komunistične partije. Leta 1935, ko so stranki dovolili sodelovati v politiki, sta bila tako on kot Gottwald izvoljena v državni zbor. Njenih uspehov je bilo konec, ko so na münchenski konferenci leta 1938 Češkoslovaško razdelili. Ko je nacistična Nemčija oktobra 1938 zasedla Sudete, je Slánský, skupaj s številnimi člani vodstva pobegnil v Sovjetsko zvezo.
V Moskvi je Slánský v okviru radia Moskva delal pri oddajah za Češkoslovaško. Obrambo Moskve pred Nemci je preživel pozimi 1941–42. Izkušnje v Moskvi so ga pripeljale v stik s sovjetskimi komunisti in pogosto brutalnimi metodami, ki so jim bili naklonjeni, kadar je šlo za vzdrževanje partijske discipline.
Leta 1943 je v Moskvi neka ženska iz otroškega vozička na silo ugrabila njegovo hčerko Nadjo. Z otrokom je bil njen osemletni brat Rudolf, ki se je ženski uprl. Ženska mu je zaupala podrobnosti o njuni materi, ge. Slánský, med drugim o njeni službi na Radiu Moskva. Ne Nadje ne storilke niso nikoli našli. Josefa Slánská, vdova Slánskega, je v svojih spominih iz leta 1969 razkrila, da so policiji in samemu Stalinu pošiljali pisne poizvedbe, ki pa so ostale brez odgovora.
Slánský je v izgnanstvu v Sovjetski zvezi organiziral tudi enote češkoslovaške vojske. Z njimi se je leta 1944 vrnil na Češkoslovaško, da bi sodeloval v Slovaški narodni vstaji.

## Oblast v povojnem obdobju
Leta 1945, po drugi svetovni vojni, so se Slánský in drugi češkoslovaški voditelji vrnili iz izgnanstva v Londonu in Moskvi in sodelovali na pripravah za novo vlado Nacionalne fronte pod vodstvom Edvarda Beneša. Na 8. kongresu Češkoslovaške komunistične stranke marca 1946 je bil Slánský izbran za generalnega sekretarja komunistične partije. Bil je mož številka dve za predsednikom stranke Gottwaldom, ki je po volitvah tistega leta postal vodja koalicijske vlade.
Leta 1948, ko je komunistična partija v februarskem puču prevzela oblast, je Slánský postal drugi mož v državi za Gottwaldom. Dve leti kasneje je Gottwald njegova tesna sodelavca, Otta Šlinga in Bedřicha Reicina, obtožil zločinov proti komunistični stranki. Ker ni imel dovolj moči, da bi se boril proti obtožbam, se je Slánský priključil čistki. Krivili so ga tudi za gospodarske in industrijske težave, kar je začelo vplivati na njegovo priljubljenost. Kljub temu je bil 30. julija 1951 odlikovan z redom socializma. Pripravljala se je knjiga njegovih govorov v podporo socializmu z naslovom Proti zmagi socializma.

## Proces
Novembra 1952 je bil Slánský skupaj s 13 drugimi visokimi komunističnimi funkcionarji (od tega 10 Judov) aretiran; obtožili so jih, da so titoisti in cionisti – po razkolu med Titom in Sovjetsko zvezo je uradna retorika ZSSR začela napadati tudi cionizem. Sovjetska zveza je bila odločena obdržati oblast v državah vzhodnega bloka.
Partijska retorika je trdila, da je Slánský vohunil v okviru mednarodne zahodno-kapitalistične zarote, da bi spodkopal socializem; njegova kazen naj bi maščevala nacistični umor čeških komunistov Jana Šverme in Juliusa Fučika v drugi svetovni vojni.
Nekateri zgodovinarji pravijo, da je Stalin od voditeljev tako imenovanih "ljudskih demokracij" (to je državah vzhodnega bloka) pričakoval popolno poslušnost tako kot doma. Grozil je, da bo opravil čistke "nacionalnih komunistov". Po tej teoriji naj bi se Gottwald v strahu za lastno varnost po tej teoriji odločil žrtvovati svojega dolgoletnega sodelavca in sodelavca Slánskega.
Drugi zgodovinarji zagovarjajo možnost, da se je rivalstvo med Slánským in Gottwaldom po puču leta 1948 stopnjevalo. Slánský naj bi začel utrjevati svojo moč v tajništvu stranke in na vladne položaje postavljati več svojih strankarskih zagovornikov in tako posegati v Gottwaldov položaj naslednika Beneša. Stalin je Gottwalda podprl, ker je verjel, da ima boljše možnosti za izgradnjo češkoslovaškega gospodarstva v trenutku, ko bi lahko začelo proizvajati za Sovjetsko zvezo koristno blago.
Slánský naj bi bil slabič zaradi svoje "svetovljanske" osebnosti – bil je Jud, v času, ko so povsod po vzhodnem bloku pod vplivom ZSSR judovske voditelje zaradi pomanjkanja in gospodarskih težav imeli za grešne kozle. Gottwald in njegov zaveznik Antonín Zápotocký, oba populista, sta Slánskega obtožila buržujstva. Slánský in njegovi zavezniki so imeli tudi nasprotnike med starimi člani stranke, v vladi in v političnem biroju stranke. Po aretaciji so Slánskega mučili, tako da je skušal narediti samomor.
Sojenje se je začelo 20. novembra 1952 v senatu državnega sodišča, tožilec pa je bil Josef Urválek. Proces je trajal osem dni. Opaziti je bilo močno antisemitske poudarke: Slánský in 10 od 13 soobtoženih so bili Judje. Tako kot v moskovskih zrežiranih procesih konec tridesetih let so obtoženi na sodišču priznali krivdo in zahtevali zase smrtno obsodbo. Slánský je bil spoznan za krivega "trockistične-titoistične-cionistične dejavnosti v službi ameriškega imperializma". Javno so ga obesili v zaporu Pankrác 3. decembra 1952. Njegovo telo so upepelili, pepel pa raztresli po poledeneli cesti zunaj Prage.

## Po smrti
Po Stalinovi smrti je Antonin Novotný Slánskega obtožil, da je na Češkoslovaškem uvedel stalinistične zasliševalne metode. 
Po spremembah aprila 1963 so bili Slánský in druge žrtve čistk oproščeni s stališča kazenskega zakonika. Maja 1968 so bili popolnoma rehabilitirani in oproščeni. Po žametni revoluciji leta 1989 je novi predsednik Václav Havel za češkega veleposlanika v Sovjetski zvezi imenoval njegovega sina.
Med politiki, ki so jih med vladavino komunistične partije na Češkoslovaškem in pod vplivom stalinizma usmrtili, je Slánský padel z najvišjega mesta. Pozneje so z voditelji, ki jim vlada ni bila naklonjena, ravnali bolj zmerno; odvzeli so jim položaje in jih poslali v pokoj. 